# 明治大学短期大学
明治大学短期大学（日语：／ Meiji Daigaku Tanki Daigaku *），简称明短，是过去一所位于日本东京都千代田区的私立短期大学。

## 概要

### 简介
- 学校最早可以追溯到1929年[注 3][1]。短期大学为于1950年开办、由学校法人明治大学经营。于1959年因为新闻科和社会科各自停办而开始只招收只女学生了。招生到2003年、停办于2007年[2]。

### 历史
- 1950年 明治大学短期大学部成立并同时设置四个学科、以下列举。
  - 法律科
  - 经济科
  - 新闻科第二部[注 2]
  - 社会科第二部[注 2]
- 1955年 改校名为明治大学短期大学。
- 2003年 最后一年招生、次年停止招生（正式停办于2007年11月2日[2]）。

## 学校环境
- 校区：在了东京都千代田区[注 1]

## 组织

### 学科
- 法律科
- 经济科

### 前学科
| - 新闻科第二部：有50个男学生和3个女学生于1958年5月1号。 - 社会科第二部：有41个男学生和7个女学生于1958年5月1号。 |

### 专科
| - 没有 |

### 业余课程
| - 没有 |

## 相关链接
- 日本短期大学列表